# Cephalostemon angustatus
Cephalostemon angustatus är en gräsväxtart som beskrevs av Gustaf Oskar Andersson Malme. Cephalostemon angustatus ingår i släktet Cephalostemon och familjen Rapateaceae. Inga underarter finns listade i Catalogue of Life.